# Bandera de Hermandad de Campoo de Suso
La bandera de Hermandad de Campoo de Suso es uno de los símbolos del municipio español de Hermandad de Campoo de Suso (Cantabria), junto a su escudo. Es de paño rectangular, de proporciones no indicadas, compuesta de cuatro rectángulos, verde-blanco y blanco-rojo, el segundo y tercero cargados de corona marquesal de oro.
La bandera fue adoptada en sesión plenaria celebrada por el Ayuntamiento el día 30 de septiembre de 1989 siendo autorizada por el Consejo de Gobierno de Cantabria el día 8 de octubre de 1991, previo informe favorable emitido por la Real Academia de la Historia con fecha 30 de junio de 1989.